# Homola barbata
Homola barbata is een krabbensoort uit de familie van de Homolidae. De wetenschappelijke naam van de soort is voor het eerst geldig gepubliceerd in 1793 door Fabricius.

## Verspreiding en leefgebied
Deze soort komt voor in zeer diepe wateren.